# 영덕야성초등학교 매정분교
영덕야성초등학교 매정분교는 대한민국 경상북도 영덕군에 있었던 공립 초등학교이다.

## 학교 연혁
- 1934년 4월 10일: 매정간이보통학교 개교
- 1938년 4월 1일: 매정공립심상소학교 개칭
- 1941년 4월 1일: 매정공립국민학교 개칭
- 일자미상: 매정국민학교 개칭
- 일자미상: 매정국민학교 석동분교장 설립 인가
- 1965년 9월 10일: 석동분교 개교
- 1994년 3월 1일: 석동분교장 폐교 및 본교 통폐합
- 1996년 3월 1일: 매정초등학교 개칭
- 1999년 3월 1일: 야성초등학교 매정분교장 격하 편입
- 2012년 3월 1일: 영덕야성초등학교 매정분교 개편
- 2016년 2월 29일: 폐교 및 영덕야성초등학교 통폐합[1]

## 참고 자료
- 영덕야성초등학교매정분교장 - 한국교육학술정보원 학교알리미